# حارة سواد حنش الشرقية (صنعاء)
حارة سواد حنش الشرقية هي إحدى حارات حي الثورة بمديرية الثورة إحد مديريات العاصمة اليمنية صنعاء، بلغ تعداد سكانها 4701 نسمة حسب تعداد اليمن لعام 2004.